# Шудья
Шудья — деревня в Завьяловском районе Удмуртии, входит в Пироговское сельское поселение. Находится в 11 км к юго-западу от центра Ижевска.Находится в непосредственной близости от городской черты города Ижевска. Деревня расположена на двух берегах реки Сепыч. Рядом с деревней расположен спортивный курорт Чекерил.